# Anke von Seck
Anke von Seck, geborene Nothnagel, (* 10. September 1966 in Brandenburg an der Havel) ist eine ehemalige deutsche Kanutin. Sie gewann drei olympische Goldmedaillen und eine Silbermedaille.

## Sportliche Laufbahn
1987 schlug sie bei den DDR-Meisterschaften Birgit Schmidt im Einer-Kajak und gewann ihren einzigen Einzeltitel. Bei den Weltmeisterschaften startete sie im Zweier-Kajak und im Vierer-Kajak und gewann beide Male zusammen mit Birgit Schmidt. Ein Jahr später bei den Olympischen Spielen 1988 in Seoul traten Birgit Schmidt und Anke Nothnagel erneut zusammen an und gewannen Gold. Zusammen mit Ramona Portwich und Heike Singer gewannen Nothnagel und Schmidt auch im Vierer-Kajak Gold. Für diese Siege wurde sie mit dem Vaterländischen Verdienstorden in Gold ausgezeichnet.
1989 wurden Anke Nothnagel und Heike Singer zusammen Weltmeisterinnen im Zweier und saßen beide auch im erfolgreichen Vierer. Zwischen den Saisons 1989 und 1990 heiratete Anke Nothnagel und trat seither unter ihrem neuen Namen an. Anke von Seck wurde zusammen mit Ramona Portwich Weltmeisterin im Zweier über 500 Meter und erstmals auch über 5000 Meter, beide Kanutinnen saßen auch im erfolgreichen Vierer.
Nach der Wende starteten Portwich und von Seck 1991 für das wiedervereinigte Deutschland und verteidigten alle drei Weltmeistertitel. Bei den Olympischen Spielen 1992 in Barcelona gewannen Portwich und von Seck den Titel im Zweier-Kajak. Im Vierer-Kajak unterlagen die beiden zusammen mit Birgit Schmidt und Katrin Borchert den Ungarinnen und gewannen Silber.
Für ihre sportlichen Leistungen wurden sie und ihre Partnerin Ramona Portwich am 23. Juni 1993 mit dem Silbernen Lorbeerblatt ausgezeichnet.
Danach beendete Anke von Seck ihre Leistungssport-Karriere und konzentrierte sich auf ihr Pädagogik-Studium. Ihrem Verein SC Empor Rostock blieb sie aber als Trainerin erhalten.